# Erwin Bauer
Pour les articles homonymes, voir Bauer.
Erwin Bauer, né le 17 juillet 1912 à Stuttgart (Bade-Wurtemberg) et mort le 3 juin 1958 à Cologne (Rhénanie-du-Nord-Westphalie), est un ancien pilote automobile allemand. Il a principalement couru en catégorie sport dans les années 1950 et a obtenu une 4e place aux 1000km du Nürburgring en 1954. Il également disputé le Grand Prix d'Allemagne 1953 sur Veritas, qu’il achèvera dès son premier tour à la suite d'une casse moteur. Ce sera sa seule participation en championnat du monde des pilotes. Lors des 1000 km du Nürburgring 1958, alors qu’il était avec Ferrari, il ne vit pas le drapeau à damier qui était abaissé et, en évitant les voitures qui ralentissaient, il fut victime d'un grave accident, et succomba à ses blessures deux jours plus tard.

## Résultats en championnat du monde de Formule 1
| Saison | Écurie | Châssis    | Moteur             | Pneus  | GP disputé | Points inscrits | Classement |
| ------ | ------ | ---------- | ------------------ | ------ | ---------- | --------------- | ---------- |
| 1953   | Privé  | Veritas RS | Veritas 6 en ligne | Dunlop | Allemagne  | 0               | n.c.       |